# Spergularia lycia
Spergularia lycia là loài thực vật có hoa thuộc họ Cẩm chướng. Loài này được P.Monnier & Quézel miêu tả khoa học đầu tiên năm 1970.